# 西芬利鎮區 (密蘇里州克里斯蒂安縣)
西芬利鎮區（英語：West Finley Township）是位於美國密蘇里州克里斯蒂安縣的一個行政鎮區。

## 地方資料
西芬利鎮區的面積為33.23平方千米，當中陸地面積為32.97平方千米，而水域面積為0.26平方千米。根據2020年美國人口普查的數據，當地共有人口5787人，而人口密度為每平方千米174.15人。